# Протока Принца Уельського
72°14′47″ пн. ш. 119°18′20″ зх. д. / 72.246388888889° пн. ш. 119.30555555556° зх. д.

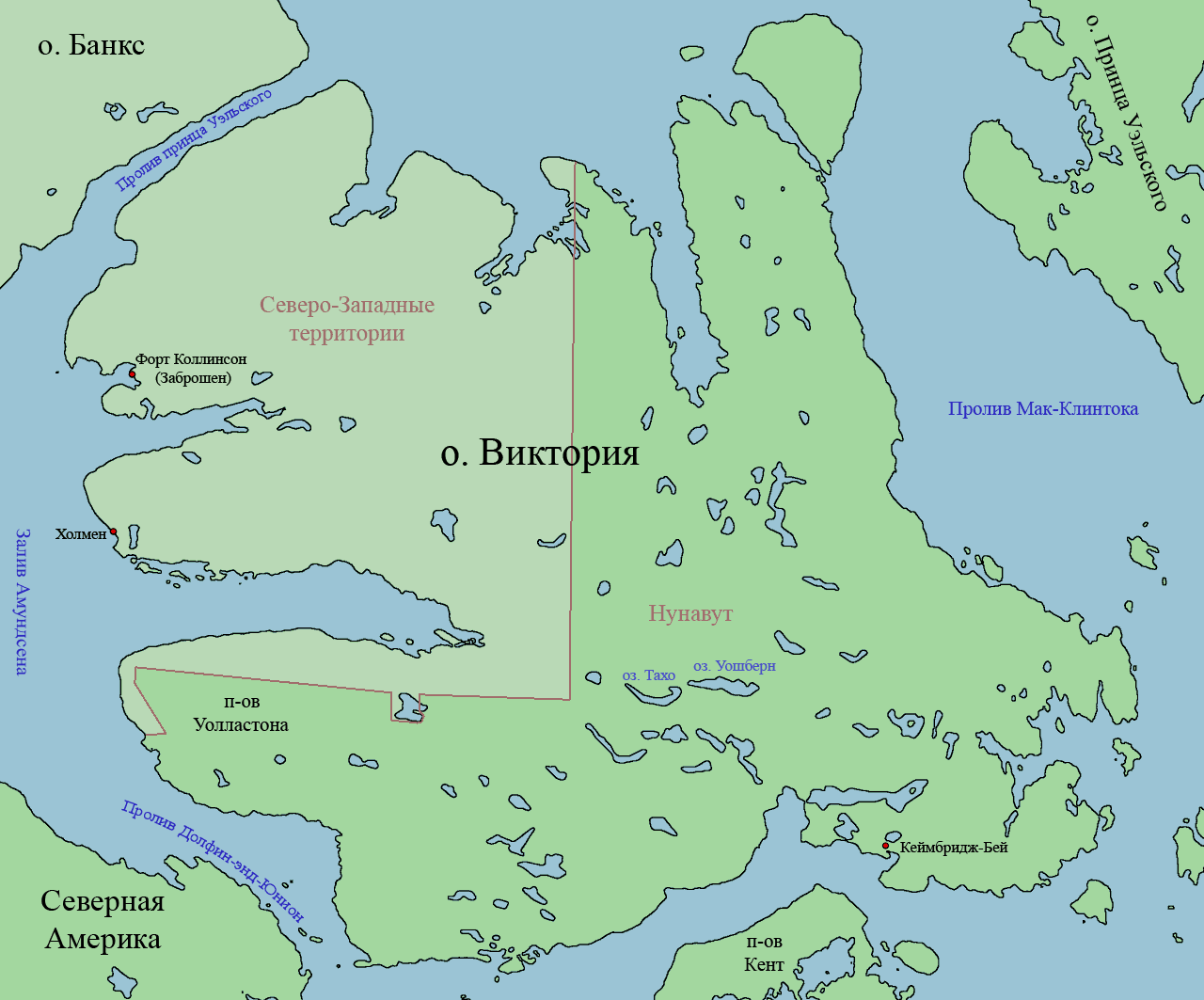
Мапа острова Вікторія; протока Принца Уельського в лівому верхньому кутку

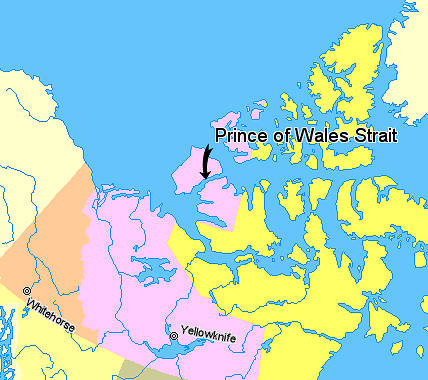

Протока Принца Уельського (англ. Prince of Wales Strait) — протока в Канадському Арктичному архіпелазі, що відокремлює острів Бенкс від острова Вікторія.

## Географія
Розташована в західній частині Канадського Арктичного архіпелагу і є частиною одного з маршрутів через Північно-Західний прохід разом із протоками Барроу, Вайкаунт-Мелвілл і Ланкастер.
Сполучає затоку Амундсена моря Бофорта на південному заході з протокою Вайкаунт-Мелвілл на північному сході.
Довжина становить 350 км. Середня ширина — 16 км, найменша ширина — 10,5 км. Найбільша глибина — 160 метрів на південному заході, на північ протока міліє. Лежить у полярній області і більшу частину року покрита льодами.

## Історія
Протоку відкрив англійський мореплавець Робертом МакКлур 1850 року і назвав на честь Альберта Едуарда, Принца Уельського.